# نامه سرگشاده

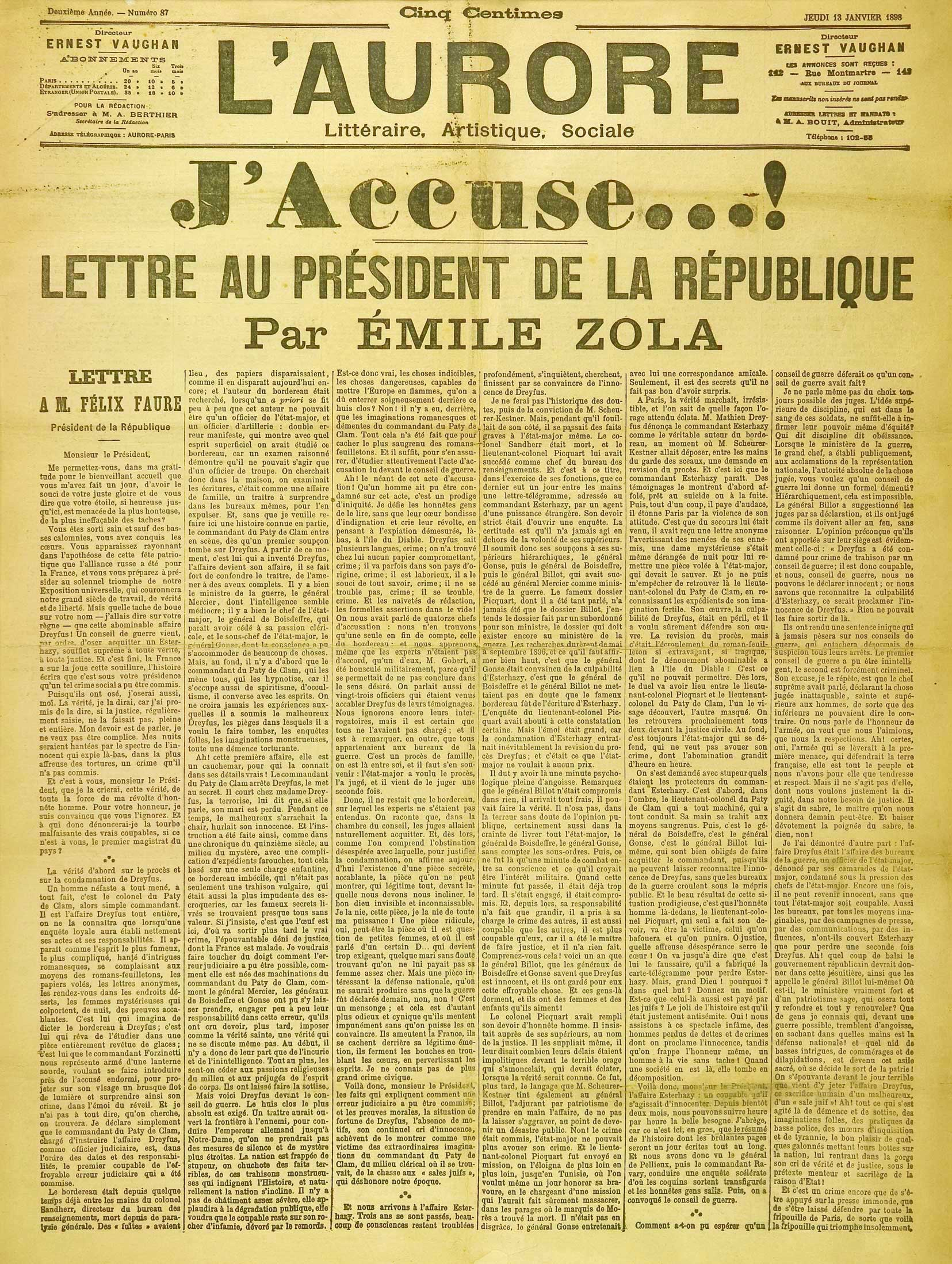
«من متهم می‌کنم...!» یک نامه سرگشاده تأثیر گذار است که در سال ۱۸۹۸ در جریان ماجرای دریفوس، از سوی امیل زولا نوشته شد.

نامه سرگشاده یا نامه ادبی به نامه‌هایی گفته می‌شود که نویسنده قصد ندارد نامه را به صورت خصوصی برای یک نفر ارسال نماید، و بیشتر مقصود آن است که نظر، فکر و اعتراض و پیشنهاد خود را به گروهی از افراد القا نماید. حجم این نامه می‌تواند به صورت یک مقاله یا حتی یک کتاب به رشته تحریر در آید.
ممکن است نامه سرگشاده شخص خاصی را مخاطب قرار داده ولی عمداً از طریق روزنامه‌ها یا سایر رسانه‌ها به صورت گسترده منتشر می‌شود.
نوع دیگری از این نامه‌ها نامه‌های ثبت اختراع است که دولت آن را هم برای شخص و هم برای عموم مردم منتشر می‌کند

## انگیزه‌های نوشتن نامه سرگشاده
می‌توان از دلایل نگارش و انتشار این نامه‌ها به موارد ذیل اشاره کرد:
- نویسنده خطاب به دولت در یک موضوع خاص نامه را می‌نویسد.
- تلاش برای شروع کردن یا پایان دادن به گفتگویی پیرامون انتقاد از اقدامات شخصی خاص
- این نامه می‌تواند به عنوان یک راه ساده ارتباط با عموم باشد. مانند یک نامه جهت تشریفات
- جلب توجه گسترده مخاطبین